# セブンティーン (柏原芳恵のアルバム)
『セブンティーン』は、柏原芳恵5枚目のオリジナル・アルバム。1982年11月25日にフィリップス・レコードより発売された。

## 概要
アルバムの帯コピー：”溢れる愛をあなたにとどけたいのです。……芳恵、17才の季節”
名が平仮名表記だった「柏原よしえ」から漢字表記の「柏原芳恵」になって初めてのアルバムとなる。
公称アルバム売上は16万枚。先行シングルの「あの場所から」と「花梨」が収録されているが、共にシングル・バージョンとは編曲が異なる。
A面3曲目「白いコスモス」は、長山洋子が1985年の1stアルバム『ときめき…アイ・ラブ・ユー』収録曲としてカバーしている。
2018年8月29日には、オリジナルの収録曲に加え「あの場所から」と「花梨」のシングル・バージョンや、企画シングル『よしえのクリスマス』に収められていた楽曲などをボーナストラックとして追加収録し、『セブンティーン +6』としてSHM-CD(紙ジャケット仕様)がユニバーサルミュージックより発売された。

## 収録曲

### LP・CT

#### SIDE A
1. あの場所から（アルバム・バージョン）
作詞：山上路夫　作曲：筒美京平　編曲：大村雅朗
  - 表記は無いが、シングル・バージョンとは編曲の異なるアルバム・バージョン。
2. 夕焼けの小径
作詞：麻木かおる　作曲・編曲：小泉まさみ
3. 白いコスモス
作詞：康珍化　作曲：西木栄二　編曲：高田弘
4. あした…恋
作詞：大津あきら　作曲：筒美京平　編曲：大村雅朗
  - 「あの場所から」のB面曲。
5. 君に捧げるアリア
作詞・作曲：谷村新司　編曲：青木望

#### SIDE B
1. ブリザード
作詞：麻木かおる　作曲・編曲：小泉まさみ　弦編曲：松井忠重
2. 予期せぬ出来事
作詞：麻木かおる　作曲・編曲：小泉まさみ
3. プラネタリウム
作詞：麻木かおる　作曲・編曲：小泉まさみ
4. 花梨（アルバム・バージョン）
作詞・作曲：谷村新司　編曲：竜崎孝路
  - 表記は無いが、シングル・バージョンとは編曲の異なるアルバム・バージョン。
5. スノーバード
作詞・作曲：谷村新司　編曲：青木望
  - 「花梨」のB面曲。

### セブンティーン+6 （SHM-CD）
1. あの場所から
2. 夕焼けの小径
3. 白いコスモス
4. あした…恋
5. 君に捧げるアリア
6. ブリザード
7. 予期せぬ出来事
8. プラネタリウム
9. 花梨
10. スノーバード
[ボーナス・トラック]
11. あの場所から（シングル・バージョン）
作詞：山上路夫　作曲：筒美京平　編曲：高田弘
12. 花梨（シングル・バージョン）
作詞・作曲：谷村新司　編曲：青木望
13. ジングル・ベル　Jingle Bells  －企画シングル『よしえのクリスマス』より－
作詞・作曲：ピアポント　訳詞：音羽たかし　編曲：竜崎孝路
14. 赤鼻のトナカイ －企画シングル『よしえのクリスマス』より－
作詞・作曲：ジョニー・マークス　訳詞：新田宣夫　編曲：竜崎孝路
15. サンタが町にやってくる　Santa Claus is Comin' To Town －企画シングル『よしえのクリスマス』より－
作詞：ヘブン・ギレスピー　作曲：フレッド・クーツ　訳詞：たかおかんべ　編曲：竜崎孝路
16. きよしこの夜　Silent Night,Holy Night ～よしえのクリスマスメッセージ －企画シングル『よしえのクリスマス』より－
(讃美歌から)　作曲：グルーバー